# Ba-Shu-Kultur
| Prähistorische Kulturen Chinas           | Prähistorische Kulturen Chinas       |
| Paläolithikum                            | Paläolithikum                        |
| ---------------------------------------- | ------------------------------------ |
| Xihoudu-Kultur                           | 1270000 BP                           |
| Ordos-Kultur                             | 50000–35000 BP                       |
| Xiachuan-Kultur                          | 24000–16000 BP                       |
| Xiaonanhai-Kultur                        | 22650–21650 BP                       |
| Tongliang-Kultur                         | 24450 ± 850 BP                       |
| Maomaodong-Kultur                        | 14600±1200 BP                        |
| Fulin-Kultur                             |                                      |
| Kehe-Kultur                              |                                      |
| Dingsishan-Kultur                        |                                      |
| Gezidong-Kultur                          |                                      |
| Miahoushan-Kultur                        |                                      |
| Donggutuo-Kultur                         |                                      |
| Xiaochangliang-Kultur                    |                                      |
| Shilongtou-Kultur                        |                                      |
| Shuicheng-Kultur                         |                                      |
| Shuidonggou-Kultur                       |                                      |
| Yanbulaq-Kultur                          |                                      |
| Mittelsteinzeit                          |                                      |
| Jungsteinzeit                            |                                      |
| Shangshan-Kultur                         | 11000–9000 cal BP                    |
| Zaoshi-Kultur der unteren Schicht        | 7500–7000 v. Chr.                    |
| Pengtoushan-Kultur                       | 7500–6100 v. Chr.                    |
| Gaomiao-Kultur                           | 7400–7100 v. Chr.                    |
| Zhaobaogou-Kultur                        | 7000–6400 v. Chr.                    |
| Hemudu-Kultur                            | 7000–4500 v. Chr./ 5000–3300 v. Chr. |
| Houli-Kultur                             | 6250–5850 v. Chr.                    |
| Xinglongwa-Kultur                        | 6200–5400 v. Chr.                    |
| Laoguantai-Kultur auch Dadiwan-I-Kultur  | 6000–5000 v. Chr./ 6000–3000 v. Chr. |
| Dadiwan-Kultur                           | 5800–3000 v. Chr.                    |
| Chengbeixi-Kultur                        | 5800–4700 v. Chr.                    |
| Peiligang-Kultur                         | 5600–4900 v. Chr.                    |
| Xinle-Kultur                             | 5500–4800 v. Chr.                    |
| Cishan-Kultur                            | 5400–5100 v. Chr.                    |
| Beixin-Kultur                            | 5400–4400 v. Chr.                    |
| Qingliangang-Kultur                      | 5400–4400 v. Chr.                    |
| Tangjiagang-Kultur                       | 5050–4450 v. Chr.                    |
| Baiyangcun-Kultur                        | 5000–3700 v. Chr.                    |
| Yangshao-Kultur auch Miaodigou-I-Kultur  | 5000–2000 v. Chr.                    |
| Yingpanshan-Kultur                       | 5000-… v. Chr.                       |
| Caiyuan-Kultur                           | 4800–3900 v. Chr.                    |
| Majiabang-Kultur                         | 4750–3700 v. Chr.                    |
| Hongshan-Kultur                          | 4700–2900 v. Chr.                    |
| Daxi-Kultur                              | 4400–3300 v. Chr.                    |
| Dawenkou-Kultur                          | 4100–2600 v. Chr.                    |
| Beiyinyangying-Kultur                    | 4000–3000 v. Chr.                    |
| Songze-Kultur                            | 3900–3200 v. Chr.                    |
| Miaozigou-Kultur                         | 3500–3000 v. Chr.                    |
| Liangzhu-Kultur                          | 3400–2000 v. Chr.                    |
| Longshan-Kultur auch Miaodigou-II-Kultur | 3200–1850 v. Chr.                    |
| Shanbei-Kultur                           | 3050–2550 v. Chr.                    |
| Majiayao-Kultur                          | 3000–2000 v. Chr.                    |
| Xiaoheyan-Kultur                         | 3000–2000 v. Chr.                    |
| Tanshishan-Kultur                        | 3000–2000 v. Chr.                    |
| Shixia-Kultur                            | 2900–2700 v. Chr.                    |
| Qujialing-Kultur                         | 2750–2650 v. Chr.                    |
| Shijiahe-Kultur                          | 2600–2000 v. Chr.                    |
| Banshan-Machang-Kultur                   | 2500–2000 v. Chr.                    |
| Baodun-Kultur                            | 2500–1700 v. Chr.                    |
| Keshengzhuang-II-Kultur                  | 2300–2000 v. Chr.                    |
| Zhukaigou-Kultur                         | …–1500 v. Chr.                       |
| Qijia-Kultur                             | 2000-… v. Chr.                       |
| Qugong-Kultur                            | v. Chr.                              |
| Shangzhai-Kultur                         | v. Chr.                              |
| Xinkailiu-Kultur                         | v. Chr.                              |
| Youziling-Kultur                         | v. Chr.                              |
| Kuahuqiao-Kultur                         | v. Chr.                              |
| Kupfersteinzeit                          |                                      |
| Bronzezeit                               |                                      |
| Erlitou-Kultur                           | 2000–1500 v. Chr.                    |
| Yueshi-Kultur                            | 1900–1600v. Chr.                     |
| Erligang-Kultur                          | 1600–1400 v. Chr.                    |
| Siwa-Kultur                              | 1400–1100 v. Chr.                    |
| Nuomuhong-Kultur                         | 1350–950 v. Chr.                     |
| Shajing-Kultur                           | 1300–789 v. Chr.                     |
| Xindian-Kultur                           | 1000-… v. Chr.                       |
| Kayue-Kultur                             | 900–600 v. Chr.                      |
| Tangwang-Kultur                          | v. Chr.                              |
| Ba-Shu-Kultur                            | v. Chr.                              |
| Hanshu-Kultur                            | v. Chr.                              |
| Hushu-Kultur                             | v. Chr.                              |
| Xituanshan-Kultur                        | v. Chr.                              |
| Eisenzeit                                |                                      |

Die Ba-Shu-Kultur (chinesisch 巴蜀文化, Pinyin Bā-Shǔ Wénhuà, englisch Ba-Shu Culture) ist die bronzezeitliche Kultur der Ba und Shu im Sichuanbecken auf dem Gebiet der heutigen chinesischen Provinz Sichuan und der regierungsunmittelbaren Stadt Chongqing. Sie umfasste auch das Gebiet von Süd-Shaanxi und Nord-Yunnan.
Das Zentrum der Shu war das Gebiet von Chengdu im Westen Sichuans und das Gebiet von Chongqing im Osten Sichuans war das Zentrum der Ba. Die früher als Bronzen des Ba-Shu-Typs (Bā-Shǔ shì 巴蜀式) bezeichneten Artefakte sind hauptsächlich Relikte der Ba. Beispiele dafür sind das „weidenblattförmige Bronzeschwert“ (liǔyèxíng tóngjiàn 柳叶形铜剑) und die „Hohlkopf-Streitaxt“ (kōngshǒuyuè 空首钺).
Die jüngst entdeckten bootsförmigen Särge (chuánguānzàng 船棺葬 „Boot-Sarg-Bestattung“) sind Teil einer Begräbnissitte der Ba. Die Relikte der Shu wurden in der Nähe von Chengdu entdeckt.